# 及川大智
及川 大智（おいかわ だいち、1990年10月6日 - ）は、日本のAV男優。女性向けAV作品に多数出演するエロメン、俳優。
キャッチコピーは「僕のえくぼに落ちてみない？」。安定した演技に定評があり、アダルトビデオ以外でも活躍。

## 経歴
2018年1月23日、SILK LABOの配信先行作品よりエロメンとしてデビュー。デビュー作品は「in one night」（SILKS-013、監督：KINO、共演者：篠田ゆう）。
その他、女性向けAVのみならず幅広く活躍。
2018年11月、SILK LABOとGIRL'S CHが旗揚げした劇団Rexyの第7回公演「黒服ドレッサー」にて舞台デビュー。
2021年9月発売、「新・嬢王夜曲 野望と愛欲に踊るキャバ嬢たち」にて俳優としても活躍。
監督:山内大輔、出演:希島あいり、逢見リカ、加藤絵莉、安藤ヒロキオ、森羅万象 (俳優)
2023年7月発売、「結婚前夜 濃密な3日間の出来事」に主役の幼なじみ役として好演。
監督,脚本,編集:朝霧浄、企画:雅太郎、プロデューサー:久保獅子、撮影:高橋清、出演:山岸逢花、山根雄太郎、朱魅、川又シュウキ、よしい美希、平井栞奈
2023年9月8日公開、「誘惑つとめ口 名器のおしごと」
監督:渡邊元哉、脚本:増田貴彦、撮影:倉本和人、出演:真矢みつき、富岡ありさ、しじみ (女優)、小滝正大

## 人物・エピソード
- エロメン（AV男優）になったきっかけはテレビに出ていた月野帯人を格好いいと思い、受かるわけないし話のネタにでもなればと思い応募したが、とんとん拍子で進みデビューになったとのこと。[7][8]

- SILK LABOの社長兼プロデューサー兼監督の牧野江里にこんなに運動神経のいいエロメンを初めて見たと評されたが、本人は続けているから出来るだけで運動神経が良いのとは違うと謙虚で努力家。

- エロメンの東惣介よりyoutubeチャンネル[9]（東惣介のおかずちゃんねる）にて「結婚するなら及川君」と仲良しであることを話されている。

- SILK CARNIVAL vol.5(2022.07.16)[10]にて先輩エロメン一徹よりSNSの話題になり「なんかちょっとドジっ子のところが可愛い」と言われている。

- 趣味はスノーボード[11]

- 前職はスキー場で働いていた。

- デビュー作がリリースされる時はまだスキー場で働いており、作業しながら仕事仲間に報告したと東雲怜弥のyoutubeチャンネル[12](東雲怜弥_ReiyaShinonome)にて話をしている。

- 怪談話、心霊スポット好き。実際に『暗夜-ANNYA-』最恐イベント開催団体[13][14]の幽霊屋敷に泊まった動画を自身のyoutubeチャンネル（及ちゃんねる）[15]にて動画にしてる。

- 田舎暮らしを始め、薪を割っていたところカミキリムシの幼虫らしきものが出てきた。焼いて食べるというワイルドな一面を持ち、自身のyoutubeチャンネル（及ちゃんねる）[16]にて動画にしてる。

- 田舎暮らしも終了し、車にてバンライフを続けていると東雲怜弥のyoutubeチャンネル[12](東雲怜弥_ReiyaShinonome)にて話をしている。（2023年9月配信）

## 出演作品
以下、及川大智名義のものを主に記載する。

### SILK LABO（DVD）
クレジットのないものは先行配信をまとめたオムニバスDVD
- 男と女の一部始終。（SILK-112・2019/02/07・上原千明、橘聖人・優梨まいな×向理来、及川大智）
- 恋するサプリ3錠目～不器用なカレ～（SILK-118・2019/08/08）
- Deep Desire Ⅳ -dimension stop- （SILK-121・2019/11/07・かなで自由×向理来、富田優衣×及川大智）
- 男と女の一部始終。Case2（SILK-129・2020/09/10・桜木優希音×向理来、桐山結羽×及川大智、橘聖人）
- 忘れられない夜にしよう。（SILK-130・2020/10/08）
- One’s Daily Life season5-make memories-（SILK-135・2023/06/08）
- 共犯関係 Ⅲ 罰を受ける道を選んだ僕ら（SILK-138・2023/07/06）
- 恋するサプリ4錠目～本当のカレ～（SILK-141・2023/09/07）
- Oh！マイリバティⅠ（SILK-142・2023/09/07）
- RE：PLAY vol.1　僕らはきっと、もう一度恋をする（SILK-143・2023/10/12）
- After workⅡ　シークレットオフィス（SILK-144・2023/10/12）
- 四六時中発情中Ⅱ（SILK-146・2023/11/09）
- 四六時中発情中Ⅲ（SILK-148・2023/12/07）
- Deep Desire Ⅶ control（SILK-150・2024/01/11）
- Deep Desire Ⅷ overheat（SILK-151・2024/02/08）
- One’s Daily Life season7 – by my side –（SILK-152・2024/02/08）
- Deep Desire Ⅸ -chain-（SILK-154・2024/03/07）
- Oh！マイリバティⅡ（SILK-156・2024/04/11）
- 愛は食べ頃まで寝かせて。Case1（SILK-157・2024/05/09）
- After work Ⅲ　アクシデントオフィス（SILK-160・2024/06/06）
- 恋するサプリ6錠目～同僚のカレ～（SILK-1617・2024/07/11）
- 素直になれない恋人たち 7th season（SILK-163・2024/08/08）
- more than friends 1（SILK-167・2024/10/10）

### SILK LABO （VR）
- 熱が冷めたのに、また熱くなっちゃう♡ラブラブセラピーエッチ♡及川大智「人気エロメン及川大智に癒されて、心もカラダもどんどん♡元気になっちゃうVR」（VRSL-008・2019/07/19）
- 「早く元気にな～あれ♡」風邪で寝込んだ私に優しいカレ♡及川大智「人気エロメン及川大智に優しく看病してもらえちゃうVR」（VRSLN-009・2019/06/05）

### SILK LABO （Body Talk）
- 楽しくじゃれながらのラブラブエッチ♪-及川大智-（SILKBT-006・2020/02/05・一ノ瀬恋）
- ホントは攻めたい派♡女の子からの積極エッチ-及川大智-（SILKBT-020・2020/11/13・若山るい）

### SILK LABO（SILK）
- in one night（SILKS-013・2018/01/23・篠田ゆう）
- got it!（SILKS-020・2018/06/15・美泉咲）
- リハビリの先生（SILKS-019・2018/07/16・あやね遥菜）
- 恋のはじめかた（SILKS-031・2019/02/14・かなで自由）
- 遠回りのサプライズ（SILKS-046・2019/12/06・大槻ひびき）
- リベンジ（SILKS-047・2020/03/07・美泉咲）
- 何度も（SILKS-051・2020/08/01・水谷あおい）
- NEW YEAR（SILKS-057・2020/12/25・亜矢みつき）
- graduation（SILKS-061・2021/04/30・原美織）
- change！（SILKS-065・2021/07/30・みひな）
- ステップアップ（SILKS-067・2021/08/20・花音うらら）
- 焦がれたくちびる（SILKS-075・2022/02/25・南梨央奈）
- ワタシ色に染めたい（SILKS-085・2022/08/24・藤波さとり）
- ダブルベッド（SILKS-097・2023/02/08・みひな）

### SILK LABO（Undress）
- agitation （SILKU-022・2018/12/03・浜崎真緒）
- カラダで感じて（SILKU-030・2019/06/21・新村あかり）
- first touch （SILKU-032・2019/09/20・向井藍）
- 安らげる場所（SILKU-036・2020/01/18・黒川すみれ）
- イニシアティブ（SILKU-037・2019/12/24・小西まりえ）
- 触れたら、最後。（SILKU-041・2020/03/27・星空もあ）
- 甘くにがい罠（SILKU-044・2020/05/18・早川瑞希）
- 窓、開いてます！（SILKU-046・2020/10/16・かなで自由）
- ロケ前日は、仮眠室で。（SILKU-054・2021/02/12・葉月もえ）
- 忘れられない体温（SILKU-063・2021/09/10・）
- 皆の寝てるスキに（SILKU-073・2021/12/17・渡辺まお）
- 火遊びに、ゆらぐ（SILKU-074・2022/01/28・南梨央奈）
- 嫉妬の爪痕（SILKU-079・2022/03/18・平井栞奈）
- “アダルト”な鑑賞会（SILKU-088・2022/10/26・きみと歩実)

### SILK LABO（COCOON）
- signal－及川大智－（SILKC-220・2018/03/30・篠田ゆう）
- ジャレアイ－及川大智－（SILKC-225・2018/08/31・あやね遥菜）
- 36℃－及川大智－（SILKC-230・2019/01/23・浜崎真緒）
- トコロカマワズ－及川大智－（SILKC-236・2019/07/31・北川エリカ）
- ゴキゲントリ－及川大智－（SILKC-242・2020/04/18・星空もあ）
- ねむりひめ－及川大智－（SILKC-247・2021/03/12・水谷あおい）
- いやしあい－及川大智－（SILKC-250・2021/06/04・西田那津）
- はじめての夜－及川大智－（SILKC-253・2021/11/05・花音うらら）

## 映画

### DVD
- 「新・嬢王夜曲 野望と愛欲に踊るキャバ嬢たち」[3]（2021年9月発売）
- 「結婚前夜 濃密な3日間の出来事」[17]（2023年07月05日発売）
- 「名器妻のお仕事」[18]（2024年11月02日発売予定）※劇場公開「誘惑つとめ口 名器のおしごと」のDVD版

### 劇場公開
- 「誘惑つとめ口 名器のおしごと」[19][20]（2023年9月8日公開）

### VOD
- 「エクスタシー・キャットウィッチLISA Hな雌猫と恋のマジカルパニック！」[21]（2021年・監督：吉行由実、出演：市来まひろ・真木今日子・加賀美さら）

- 「ラブラブシェアハウス ハウスメイトのヒミツと恋のラプソディー」[22]（2022年・監督：吉行由実、出演：逢見リカ・香椎佳穂）

## 舞台

### 劇団Rexy
- 黒服ドレッサー[23]（2018年11月8日-11日、東京・TACCS1179）

## 出版物

### 雑誌
an・an（マガジンハウス）
- No.2114「愛とSEX」[24]Panasonicグラビア（2018年8月8日発売）
- No.2163「愛とSEX」[25]グラビア（2019年8月7日発売）
- No.2257「愛とSEX」[26]特別付録DVD「Room for Two 愛しい距離感」[27]（2021年7月7日発売）
  - [episode.1] すっぴんコンプレックス[28]
  - [episode.2] ふたりのラブシグナル[29]
  - [episode.3] 停電の夜[30]

### 写真集
- NOTE 2023 (2023年12月12日発売)[31]

## 動画

### YouTube
- 【anan】SEX特集 Room For Two【及川大智】根っからのエンターテイナー①【SILK LABO】[32](SILK CHANNEL reborn、2021年7月7日公開)

- 【anan】SEX特集 Room For Two【及川大智】大智くんが独占しちゃった☆②【SILK LABO】[33](SILK CHANNEL reborn、2021年7月7日公開)

- 【anan】SEX特集 Room For Two【及川大智】初心に戻る大智くん！③【SILK LABO】[34](SILK CHANNEL reborn、2021年7月7日公開)

- SILK CARNIVAL vol.5 第一部 short.ver(2022.07.16)[10](SILK CHANNEL reborn、2022年7月16日公開)

- 【エ口メン対談ver.6.0】先輩及川大智が登場！○○を捨てた漢…アウトドアエ口メンが外でトークしたらOUTでした。[12](東雲怜弥_ReiyaShinonome、2023年9月6日公開)

- 【エ口メン対談ver.6.0】【漢メシを食らえ！】東雲怜弥×及川大智、アウトドアエ口メンがアチチエチエチBBQに挑戦！[35](東雲怜弥_ReiyaShinonome、2023年9月20日公開)

- 【AV女優】月野帯人に憧れてモテる為に男優になった？！超イケメンセクシー男優（エロメン）（及川大智）【ジューン・ラブジョイ】[8]（June Lovejoyジューン・ラブジョイ、2021年3月16日公開）

- 【雑談】イケメン男優の及川大智さんと4月の活動を振り返ってみた動画[36](パラダイステレビ // ParadiseTV、2021年4月30日公開)

- セクシー男優の及川大智さんにセクシー男優になる方法を聞いてみた[37](パラダイステレビ // ParadiseTV、2020年9月15日公開)

- セクシー男優の及川大智さんに東亭の餃子を差し入れてみた[38](パラダイステレビ // ParadiseTV、2020年9月22日公開)

### ニコニコ動画
- 【Channel恐怖】セクシー女優と事故物件で一泊二日（１）原美織／若宮穂乃／怪談師・及川（2022年2月・ニコニコ動画【無料予告】）[39]

- 【Channel恐怖】セクシー女優と事故物件で一泊二日（２）原美織／若宮穂乃／怪談師・及川（2022年3月・ニコニコ動画【無料予告】）[40]